# Trinitatis-Kirche (Großhelmsdorf)

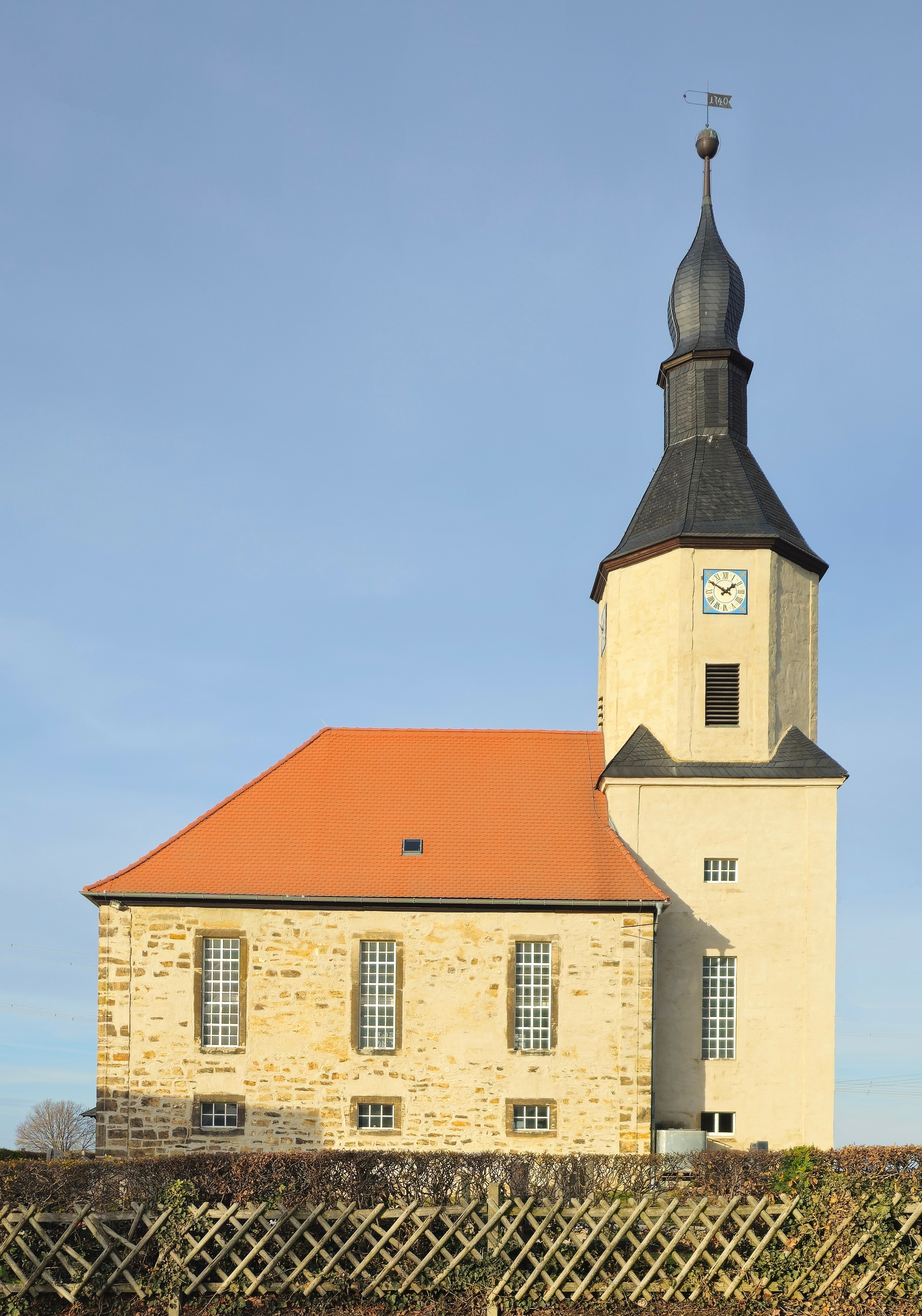
Trinitatis-Kirche Großhelmsdorf

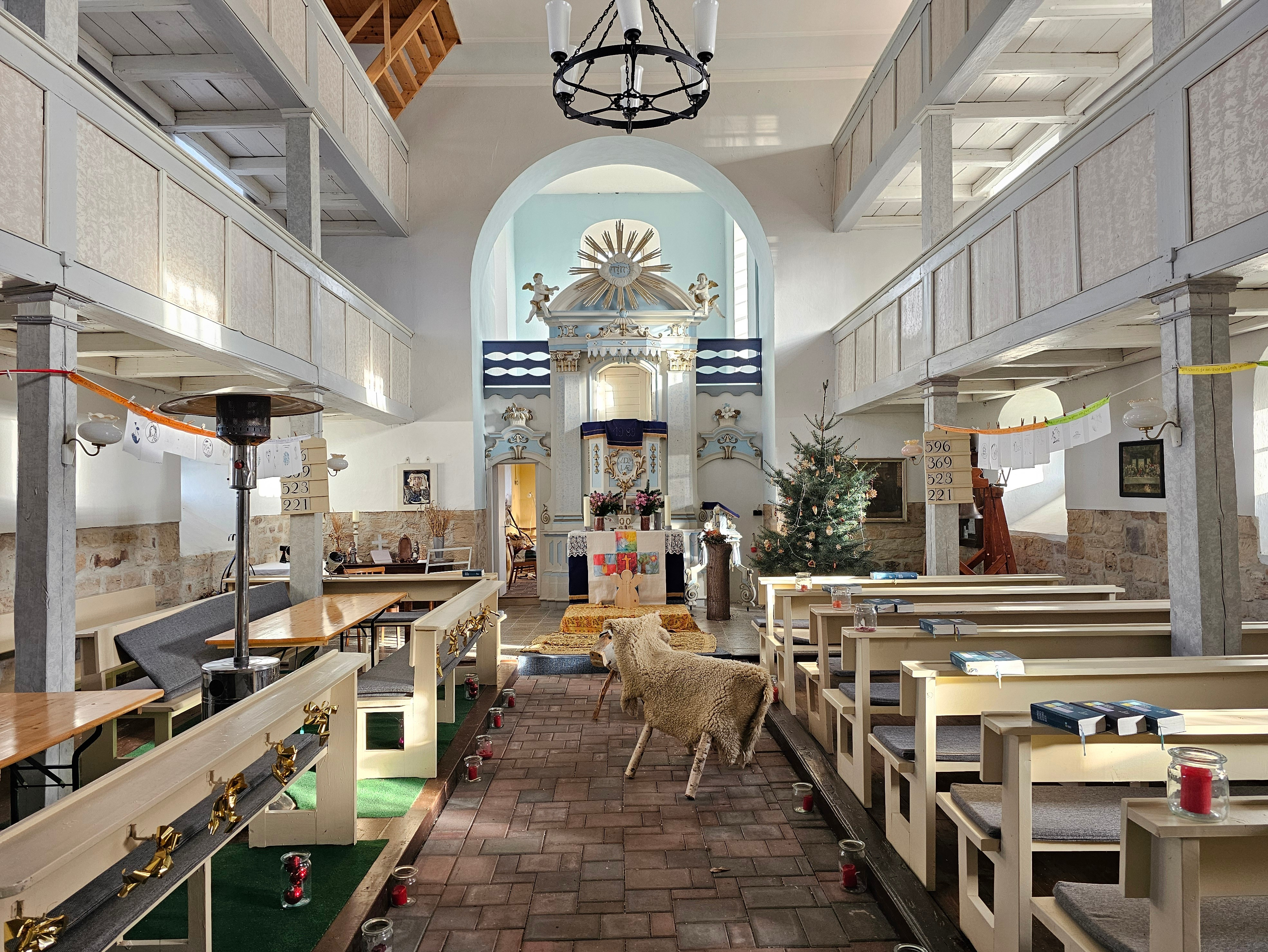
Innenraum

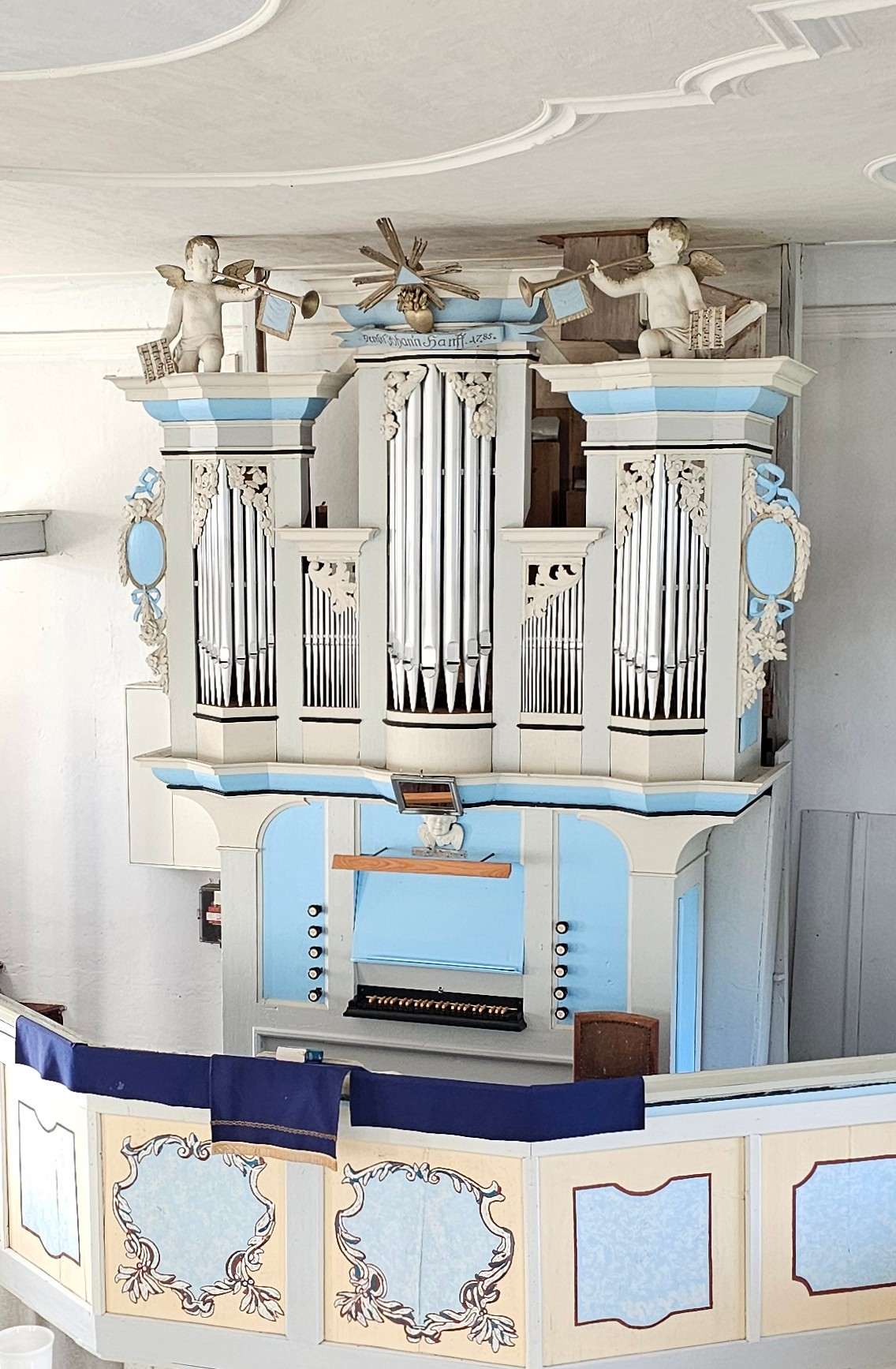
Orgel

Die evangelische Trinitatis-Kirche steht im Ortsteil Großhelmsdorf der Gemeinde Heideland im Saale-Holzland-Kreis in Thüringen. Sie gehört zum Pfarrbereich Eisenberg-Königshofen im Kirchenkreis Eisenberg der Evangelischen Kirche in Mitteldeutschland. Die mitten im Grün des Gottesackers liegende Kirche ist mit einem weithin sichtbaren Kirchturm ausgestattet.

## Geschichte
Nach dem Abriss der alten Kirche 1740 wurde eine neue Kirche in spätbarocken Stil errichtet. Nach der Wende erfolgte eine große Renovierung. Die Fassade und der Kanzelaltar wurden mit blau-goldenem Anstrich versehen.

## Architektur
Der Turm ist 33 Meter hoch, sein oberer Teil ist achteckig. 1976 erhielt der Turm sein heutiges Gesicht. Das Kirchenschiff besitzt zweigeschossige Emporen und eine Stuckrahmendecke. Der Kanzelaltar mit seinen Pilastern und Schnitzwerk steht seit 1761 im Kirchenschiff.

## Orgel
Die 1785 von Johann Christoph Dinger aus Großbrembach erbaute Orgel mit acht Registern auf einem Manual und Pedal wurde 2022–2024 vom Mitteldeutschen Orgelbau A. Voigt restauriert.